# Kyste synovial
 (novembre 2012).
Si vous disposez d'ouvrages ou d'articles de référence ou si vous connaissez des sites web de qualité traitant du thème abordé ici, merci de compléter l'article en donnant les références utiles à sa vérifiabilité et en les liant à la section « Notes et références ».
 Mise en garde médicale
Un kyste synovial ou encore kyste arthro-synovial est un kyste apparaissant souvent à la base du poignet mais pouvant dans certains cas toucher d'autres articulations.

## Mécanisme
L’origine du kyste pourrait provenir du vieillissement de la capsule articulaire, c’est-à-dire du tissu qui entoure les articulations. Celles-ci baignent dans ce qu'on appelle le liquide synovial, qui sert de lubrifiant permettant un mouvement aisé. Le kyste apparaît lorsque la poche abritant ce liquide crée une excroissance, qui se remplit à son tour. Les traumatismes, entre autres causés par des mouvements répétitifs ou des coups, peuvent favoriser leurs apparitions. 

## Description
Il s'agit d'une boule remplie d’un liquide synovial, gélatineux et translucide comme de l'eau, se présentant dans la majorité des cas au dos du poignet mais de nombreuses localisations sont possibles notamment à la face antérieure du poignet, sur les coudes, les genoux ou au niveau des pieds. Il peut apparaître spontanément ou progressivement sans cause particulière apparente ou à la suite d'un traumatisme. Il augmente progressivement de volume sur plusieurs mois. Le patient ne s’en aperçoit souvent qu’au moment où le kyste se met à devenir gênant.
La tuméfaction, de nature bénigne, peut être de petite taille, à peine visible, mais douloureuse lors des mouvements, ou au contraire parfois volumineuse, inesthétique mais totalement indolore.
Cette tuméfaction est sphérique, bien limitée, de consistance souvent ferme et plus ou moins mobile par rapport au plan sous-jacent.

## Examens complémentaires
Ils sont rarement nécessaires. Ils permettent d'éliminer un diagnostic différentiel.
- La radiographie standard ne montre aucune modification osseuse.

- L’échographie confirme la nature liquidienne de la tuméfaction et surtout précise les rapports du kyste avec l’artère radiale, pour guider au mieux l’acte chirurgical. Elle confirme d'ailleurs l’existence d’une masse kystique de densité différente des tissus adjacents.

Les autres examens tels qu'IRM, scanner-X n’ont pas apporté à ce jour la preuve de leur utilité diagnostique ou pré-opératoire.

## Épidémiologie
Le kyste synovial est relativement fréquent. Il atteint le plus souvent l’adulte jeune (20 - 40 ans) et de manière à peu près égale chez la femme et l’homme.
Il n’épargne pas pour autant l’enfant (de plus de 4 ans) et l’adulte plus âgé (70 ans).

## Évolution
Elle est toujours bénigne mais totalement imprévisible.
Certains kystes disparaissent spontanément ou progressivement au bout d'une durée variable (quelques mois à quelques années parfois) ou à la suite d’une pression. Leur réapparition peut éventuellement se produire dans un délai très variable de quelques jours à quelques années.
Le kyste peut augmenter progressivement de volume pour devenir gênant et douloureux.

## Traitement
Il dépend de la gêne du patient. Souvent, les kystes synoviaux ne nécessitent pas de traitement car ils sont peu gênants. S’ils deviennent en permanence trop douloureux (avec une raideur dans le cas d'une localisation au poignet ou une nette diminution de force), une prise en charge médicale peut éventuellement être justifiée. De manière générale, les spécialistes recommandent d'attendre quelques mois qu'ils disparaissent ou diminuent d'eux-mêmes et évitent la chirurgie si le kyste n'est pas insupportable. Les suites d'une intervention (sans garantie d'efficacité totale) peuvent parfois être pire que le kyste lui-même : cicatrice disgracieuse et douloureuse. Dans tous les cas, le ménagement de la zone concernée est recommandé.

### Médical
- La ponction a pour but de vider le kyste de sa substance visqueuse. Cela s'avère souvent difficile voire impossible, tant le liquide est épais. Les récidives sont relativement fréquentes autour de 25 %[1].

### Chirurgical
- ablation chirurgicale de cette tuméfaction sous anesthésie locale, (cela dépend où il est placé. Si le kyste est mal placé, c’est une anesthésie rachidienne ou générale) au cours d'une hospitalisation en ambulatoire avec un taux de récidive ne dépassant pas 10 à 15 % selon la localisation.

Deux techniques sont utilisées : la technique « à ciel ouvert » et la technique arthroscopique.

#### Technique à ciel ouvert
L’incision cutanée est le plus souvent transversale suivant le sens des plis cutanés et permet l’exérèse à la fois du kyste et aussi d’un fragment de capsule où siègent les petites formations kystiques responsables des récidives.
Le patient peut porter après l'opération une attelle maintenant le poignet en rectitude entre 3 et 10 jours mais laissant libres les doigts et le pouce. Cette immobilisation aura pour objectif de calmer la réaction inflammatoire initiale et d'aider la résorption de l’œdème.
Le pansement sera refait à domicile 3 fois par semaine jusqu'au quatorzième jour. Le patient reverra son chirurgien en cas de problème. 
À 1 mois, quelques séances de rééducation sont parfois utiles si le patient n’a pas récupéré spontanément une mobilité complète de son poignet et de ses doigts.
La fin de la flexion du poignet pourra rester légèrement déficitaire par rapport au côté non opéré à cause de la rétraction de la capsule articulaire dorsale.

#### Technique arthroscopique
L'intervention se fait par deux petites incisions de 5  à   7 mm : une pour la caméra, l'autre pour le shaver, un petit appareil qui va retirer le kyste synovial de l'intérieur. En effet, la zone de communication entre la capsule articulaire et le kyste synovial est très bien visible de l'intérieur du poignet sous arthroscopie. Après cette intervention il n'y a pas d'immobilisation (donc pas de rééducation) et le pansement est retiré le 8e jour. Le risque de lésion d'un tendon extenseur est cependant plus important ainsi que le taux de récidive.